# Contea di Mora
La contea di Mora, in inglese Mora County, è una contea dello Stato del Nuovo Messico, negli Stati Uniti. La popolazione al censimento del 2000 era di 5 180 abitanti. Il capoluogo di contea è Mora.

## Geografia
La contea si nel nord-ovest dello Stato. A occidente si trovano i monti Sangre de Cristo che scendono verso est fino a trasformarsi in pianura, dove si estende la prateria. Il fiume principale è il Mora. Il fiume Canadian forma il confine orientale. Tra le aree protette nazionali, troviamo la foresta nazionale di Carson.

### Contee confinanti
- Contea di Colfax - nord
- Contea di Harding - est
- Contea di San Miguel - sud
- Contea di Santa Fe - sud-ovest
- Contea di Rio Arriba - ovest
- Contea di Taos - nord-ovest

## Storia
L'area era abitata dai nativi Pueblo e usata da popoli nomadi, come Ute, Navajo e Apache. La contea fu istituita nel 1860 dal Territorio del Nuovo Messico e deve il suo nome all'omonio CDP.

## Comuni
Nella contea si trova il village di Wagon Mound e 2 census-designated place, Mora (capoluogo) e Watrous.